# 弗勒利克峰
65°32′S 63°48′W / 65.533°S 63.800°W

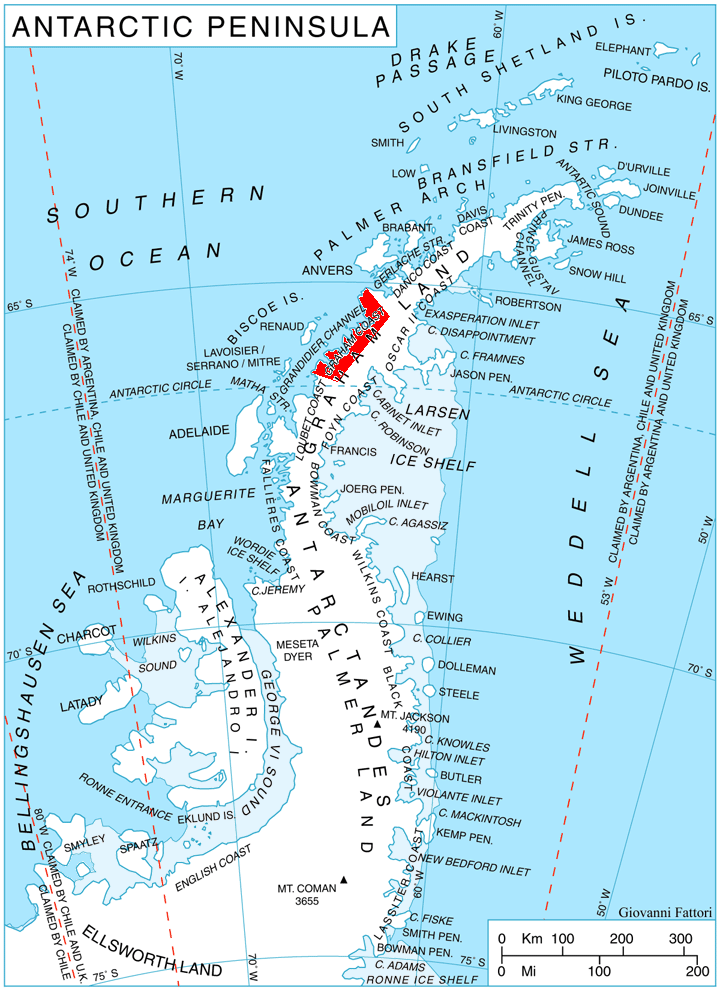

弗勒利克峰是南極洲的山峰，位於葛拉漢地，海拔高度1,035米，由讓-巴蒂斯特·夏古率領的法國探險隊繪入地圖，以挪威生物化學家命名。